# 충청권 메가시티
충청권 메가시티는 대전광역시, 세종특별자치시, 충청남도, 충청북도를 통합하여 출범하는 지역 행정 현안 사업이다.

## 같이 보기
- 대전광역시
- 세종특별자치시
- 충청남도
- 충청북도
- 행정안전부